# يوناتان ليفي
يوناتان ليفي (2 يناير 1998 في إسرائيل - ) هو لاعب كرة قدم إسرائيلي في مركز الدفاع.

## وصلات خارجية
- يوناتان ليفي على موقع قاعدة بيانات كرة القدم.إي يو (الإنجليزية)
- يوناتان ليفي على موقع Soccerway.com (الإنجليزية)